# NEE-01 Pegaso
NEE-01 Pegaso – ekwadorski satelita technologiczny typu CubeSat, pierwszy ekwadorski sztuczny satelita wystrzelony w kosmos. Został zbudowany przez Ekwadorską Cywilną Agencję Kosmiczną (EXA).

## Projekt i budowa
Projekt satelity został zatwierdzony przez EXA w kwietniu 2010 roku. Satelitę zbudowano w całości w Ekwadorze, przy wsparciu finansowym lokalnych firm. Koszt zaprojektowania i budowy wyniósł 30 tys. dolarów, przy czym zajmujący się konstrukcją personel pracował nieodpłatnie (pro publico bono). Satelitę zbudowano w formacie 1U CubeSat, czyli sześcianu o długości boku 10 cm, lecz ze względu na ograniczoną ilość przestrzeni zdecydowano się dodać dwa rozkładane panele baterii słonecznych. Kadłub wykonano w połowie z aluminium, a w połowie z tytanu. W skład wyposażenia weszła m.in. kamera o rozdzielczości 720 linii wraz z układami do transmisji wideo w czasie rzeczywistym.
Do zadań satelity należały:
- demonstracja technologii
- zadania edukacyjne
- test transmisji wideo w czasie rzeczywistym
- test osłony termicznej i radiacyjnej
- test wielofazowych baterii słonecznych
- test rozłożenia anteny pasywnej
- test systemu kontroli termicznej opartego na nanorurkach

4 kwietnia 2011 roku EXA zaprezentowała gotowy, zmontowany egzemplarz satelity. Początkowo planowano go wystrzelić w drugiej połowie 2012 roku za pomocą ukraińsko-rosyjskiej rakiety Dniepr, lecz wskutek opóźnień u rosyjskiego operatora zdecydowano o zmianie na chińską rakietę Chang Zheng 2D.

## Przebieg misji
Start odbył się 26 kwietnia 2013 roku z chińskiego kosmodromu Jiuquan. Wraz z NEE-01 Pegaso na orbitę wystrzelono chińskiego satelitę obserwacji Ziemi Gaofen-1 oraz dwa inne CubeSaty: tureckiego Turksat-3USAT i argentyńskiego CubeBug-1.
Satelita przesłał pierwsze transmisje wideo 16 maja 2013 roku, obraz z satelity na bieżąco był udostępniany przez Internet.

### Zderzenie z kosmicznymi śmieciami
Po zaledwie kilku dniach pracy, 22 maja 2013 roku NEE-01 Pegaso przeleciał przez chmurę kosmicznych śmieci towarzyszącą górnemu członowi radzieckiej rakiety Cyklon-3 wystrzelonej w 1985 roku i zderzył się z odłamkami. Satelita przetrwał zderzenie, lecz utracił wysokość i wpadł w niekontrolowany ruch obrotowy. Kontakt z nim został utracony. Po bezowocnych próbach nawiązania łączności z satelitą z Ziemi, zdecydowano podjąć próbę kontaktu za pomocą bliźniaczego satelity NEE-02 KRYSAOR, który był akurat przygotowywany do startu w listopadzie. W tym celu na satelicie tym zamontowano urządzenie o nazwie PEGASUS, które miało posłużyć do odbierania i retransmisji sygnałów z NEE-01 Pegaso.
13 listopada 2013 roku NEE-02 KRYSAOR znalazł się na orbicie. 25 stycznia 2014 roku nawiązano z nim kontakt, po czym włączono przekaźnik PEGASUS. Operacja zakończyła się sukcesem – NEE-02 KRYSAOR odebrał transmisje z utraconego satelity i przekazał je na Ziemię. NEE-02 KRYSAOR jest w stanie retransmitować sygnały z NEE-01 Pegaso, gdy satelity lecą równolegle do siebie w odległości maksymalnie do 2000 km.
Koszt transportu obu satelitów, ich wyniesienia na orbitę, ubezpieczenia oraz testów certyfikacyjnych wyniósł 700 tysięcy dolarów i pokrył go rząd Ekwadoru.
Spodziewany czas ponownego wejścia w atmosferę NEE-01 Pegaso to 2023 rok.